# 질서와 진보

브라질의 국기

질서와 진보(秩序와 進步, 포르투갈어: Ordem e Progresso 오르뎅 이 프로그레수[*])는 브라질의 나라 표어이며 흔히 브라질의 국기에서 볼 수 있는 표어이다. 프랑스의 철학자인 오귀스트 콩트의 실증주의에 관한 격언에서 유래된 표어로 브라질에서 일상적으로도 널리 쓰인다.